# Hans-Gerhard Husung
Hans-Gerhard Husung (* 4. Mai 1950 in Braunschweig) ist ein deutscher politischer Beamter (SPD).

## Leben und Beruf
Husung studierte Geschichte, Politikwissenschaft, Soziologie, Philosophie und Pädagogik in Braunschweig, München und Bielefeld und schloss 1975 mit dem Staatsexamen in den Fächern Geschichte, Politikwissenschaft und Pädagogik ab. Im Anschluss arbeitete er an seiner Promotion (bis 1978).
Von 1978 bis 1979 war Husung Persönlicher Assistent des Rektors der Technischen Universität Braunschweig, danach wurde er Research Fellow am Deutschen Historischen Institut in London (bis 1985). Nach seiner Rückkehr wurde er Persönlicher Referent des Präsidenten der Max-Planck-Gesellschaft mit Sitz in München. 1990 übernahm er die Leitung des Referats Hochschulplanung bei der Geschäftsstelle des Wissenschaftsrats in Köln. Nach drei Jahren als Präsident der Hamburger Hochschule für Angewandte Wissenschaften wechselte Husung in die Behörde für Wissenschaft und Forschung, wo er bis zu seiner Ernennung zum Staatssekretär in Berlin für Strategieprojekte verantwortlich zeichnete.
Hans-Gerhard Husung ist verheiratet und hat drei Kinder.

## Politik
Husung ist Mitglied der SPD.
2004 wurde Husung zum Staatssekretär für Wissenschaft und Forschung in der von Thomas Flierl (PDS) geführten Senatsverwaltung für Wissenschaft, Forschung und Kultur ernannt. Auch nach dem Antritt des neuen Wissenschaftssenators Jürgen Zöllner (SPD) blieb Husung im Amt. 
Zöllner war 2010 stellvertretender Vorsitzender der Gemeinsamen Wissenschaftskonferenz (GWK). Am 25. Oktober 2010 wurde Husung zum Nachfolger des aus Altersgründen ausscheidenden Generalsekretärs der GWK, Jürgen Schlegel, gewählt. Diese Funktion übte Husung vom 1. Februar 2011 bis Oktober 2016 aus. Husungs Nachfolger als Staatssekretär in Berlin wurde Knut Nevermann (SPD).

## Veröffentlichungen
- Protest und Repression im Vormärz. Norddeutschland zwischen Restauration und Revolution. Vandenhoeck & Ruprecht, Göttingen 1983.
- Zukunftsraum Wissenschaft. Was kommt nach der Exzellenzinitiative? Hrsg.: Der Präsident der Berlin-Brandenburgischen Akademie der Wissenschaften und die interdisziplinäre Arbeitsgruppe Exzellenzinitiative der BBAW, BBAW, Berlin 2013 (= Wissenschaftspolitik im Dialog, 2013,6), ISBN 978-3-939818-35-9.